# Gil Braltar
Gil Braltar este o scurtă povestire satirică scrisă de Jules Verne în care parodiază colonialismul britanic. A fost prima oară publicată împreună cu Drumul Franței ca parte a seriei Voyages Extraordinaires în 1887.

## Povestea
Povestea are loc în fortăreața britanică din colonia Gibraltar. Un om, un spaniol numit Gil Braltar, dresează o maimuță și devine liderul unui grup de maimuțe care trăiesc acolo (Macaca sylvanus). El conduce maimuțele într-un atac asupra fortăreței.  Atacul are inițial succes, dar este dejucat de un general britanic. Acest general este atât de urât încât maimuțele cred că este unul de-al lor și se pun sub conducerea lui, generalul trimițându-le înapoi.

## Satira lui Jules Verne
Povestirea îi oferă autorului francez ocazia de a satiriza colonialismul britanic. În întreaga operă verniană, colonialismul francez este considerat a avea efecte pozitive, iar cel britanic este privit uneori critic. Această abordare este similară cu cea prin care Verne prezintă aproape întotdeauna germanii într-un mod negativ, critic.
Concluzia lui Verne este că pe viitor cel mai urât dintre generalii britanici va fi trimis la Gibraltar pentru a păstra colonia în mâinile imperiului.  

## Teme abordate în cadrul povestirii
- Tratarea cu umor a unor probleme grave (temă prezentă în mai multe opere verniene, printre care povestirile "O fantezie a doctorului Ox" și "Zece ore de vânătoare", sau romanele Claudius Bombarnac, Școala Robinsonilor sau Clovis Dardentor)
- Inteligența maimuțelor (temă prezentă și în Satul aerian sau Insula misterioasă)

## Lista personaje
- Mac Kackmale, generalul britanic, comandant al garnizoanei din Gibraltar.
- Gil Braltar, hidalgo nebun.
- Soldații englezi din garnizoana Gibraltar.
- Monos, maimuță.

## Traduceri în limba română
- 2003 - "Gil Braltar" - în volumul Drumul Franței, Ed. Corint, traducere Traian Fințescu, 192 pag., ISBN 973-653-491-X